# Virgin Money
Virgin Money ist eine britische Bank und Tochterunternehmen der Virgin Group mit Sitz in Norwich. Gegründet wurde Virgin Money im März 1995 als Virgin Direct.
2010 übernahm Virgin Money Church House Trust und erhielt so eine Banklizenz. 2012 wurde die seit 2007 betriebene Übernahme von Northern Rock vollzogen.

## Geschichte
Virgin Direct

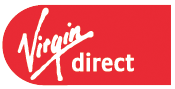
Das Logo von Virgin Direct

Gemeinsam mit Norwich Union gründete die Virgin Group Virgin Direct. Dabei wurden steuerlich begünstigte Sparpläne angeboten. Des Weiteren war Virgin Direct einer der ersten, die Indexfonds angeboten hat. Nachdem Norwich Union von AMP übernommen worden war, trat AMP in die Verträge ein.
Für preissensible Verbraucher wurde im Jahr 2000 die Webseite virginmoney.com, ebenfalls in einer Kooperation mit AMP, gestartet.
Virgin One
Für weitere Finanzdienstleistungen wurde 1997 ein Joint Venture mit der Royal Bank of Scotland unter der Marke Virgin One eingegangen.
2001 übernahm die Royal Bank of Scotland den Anteil von Virgin Direct an dem Joint Venture Virgin One für 125 Millionen £.
Virgin Money

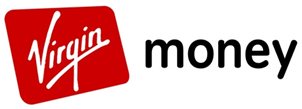
Das Logo von Virgin Money, bevor es von Northern Rock übernommen wurde.

2002 wurde virginmoney.com in Virgin Direct integriert und seitdem firmiert Virgin Direct unter Virgin Money. Im April 2004 wurde die Übernahme von Virgin Group für die noch ausstehenden Anteile von Virgin Money für 75 Millionen £ bekannt gegeben. Für den Kauf wurden anschließend 90 Millionen £ bezahlt.
Am 29. Januar 2010 gab Virgin Money bekannt, dass Sir Brian Pitman neuer Vorsitzender des Verwaltungsrates wird.
Kurz nach seiner Ernennung gab Sir Brian Pitman bekannt, dass Virgin Money daran interessiert sei, weitere Filialen, die in guten Lagen liegen, zu erwerben. Filialen der RBS und Lloyds wären hierbei mögliche Kandidaten. Nach dem plötzlichen Tode von Sir Brian Pitman am 11. März 2010 wurde Sir David Clementi zum Vorsitzenden berufen.

### Übernahmen

#### Church House Trust (2010)
Am 8. Januar 2010 gab Virgin Money bekannt, dass die Church House Trust Plc für 12,3 Millionen £ übernommen wird. Somit bekommt Virgin Money einen Zutritt zu dem britischen Bankenmarkt. Church House betreibt keine Bankfilialen, hat aber eine Banklizenz, die an Virgin Money übergeht. Virgin Money investiert zusätzlich zu dem Kaufpreis 37,3 Millionen £ für eine Kapitalaufstockung. Die FSA hat dem Kauf zugestimmt. Am 26. Januar 2010 wurde der Kauf abgeschlossen.
Im April 2010 kommentiert The Times in dem City diary, über das Potential einer Zusammenarbeit von Church House Trust und dem kleinen in Guildford (Surrey), unter einem ähnlichen Namen firmierenden, Churchouse Financial Planning.

#### Northern Rock (2007–2012)

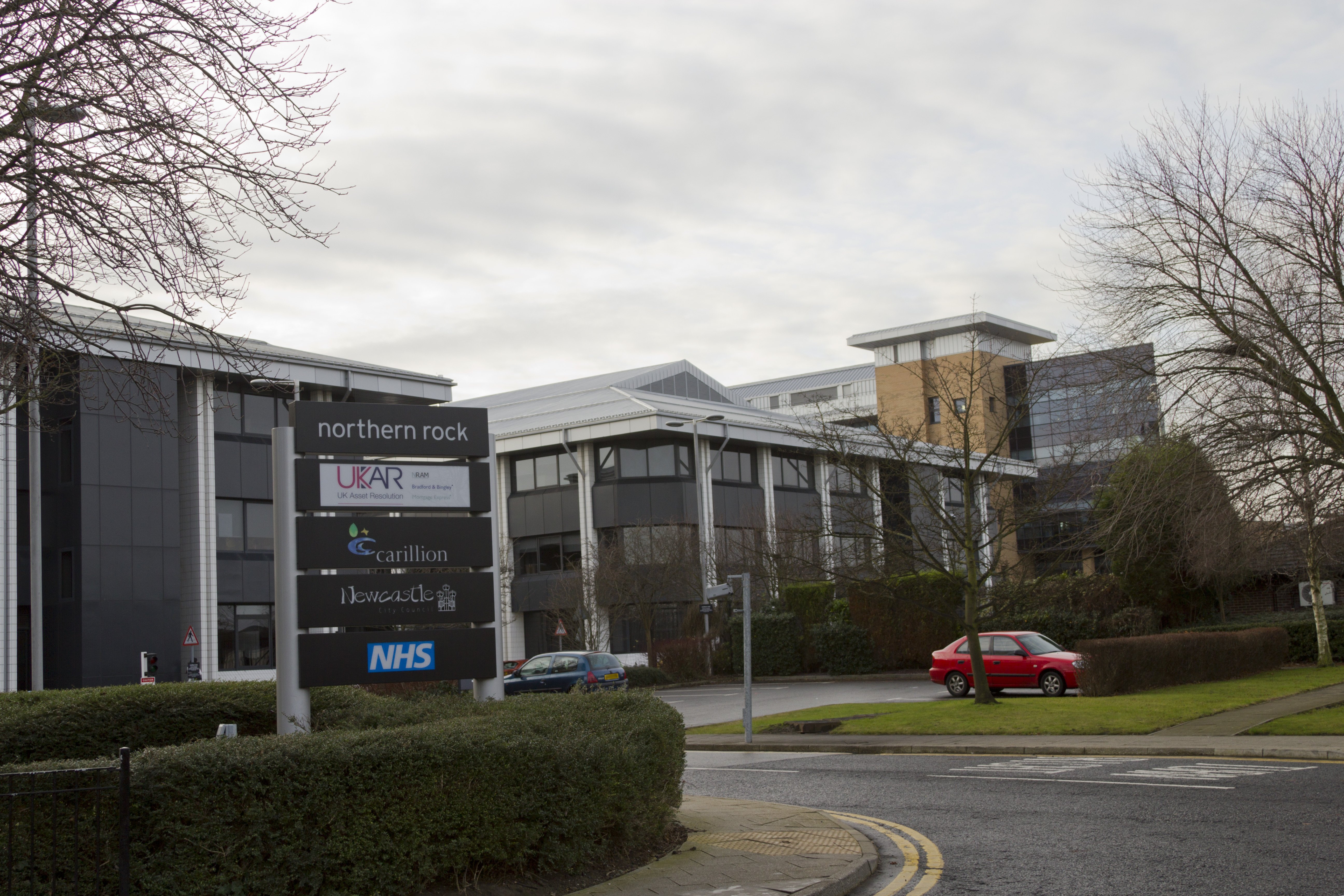
Northern Rock's Hauptsitz in Newcastle zum Zeitpunkt der Übernahme durch Virgin Money.

Am 13. Oktober 2007 gab Virgin Money, vertreten durch Sir Richard Branson, bekannt, dass sie gemeinsam mit einem Konsortium die, durch die Sub-prime-Krise, in finanzielle Schwierigkeiten geratene Northern-Rock-Bank übernehmen möchten.
Bei der offiziellen Submission, im Februar 2008, der britischen Regierung wurde Virgin Money als bevorzugter Bieter bekannt gegeben. Im Erfolgsfall sollte Northern Rock mit Virgin Money fusionieren und unter Virgin Bank firmieren.
Das Gebot war nicht erfolgreich, so dass Northern Rock verstaatlicht wurde.
Am 17. November 2011 wurde bekannt gegeben, dass Virgin Money Northern Rock für 747 Millionen Pfund zuzüglich 280 Millionen Pfund, verteilt auf fünf Jahre, übernehmen wird.
Der Kauf sollte zum 1. Januar 2012 vollzogen werden.

### Internationale Expansion
Virgin Money Australia
Virgin Money gründete 2003 die Virgin Money Australia. Im selben Jahr brachte Virgin Money Australia eine eigene Kreditkarte in Australien, in Zusammenarbeit mit Westpac Banking Corporation, heraus. Die Kooperation war auf fünf Jahre befristet. 2005 ging Virgin Money Australia ein Joint-Venture mit der Macquarie Bank ein, zudem beteiligt sich die Macquarie Bank mit 10 % an Virgin Money Australia. In den folgenden Jahren vertiefte sich die Zusammenarbeit mit der Macquarie Bank, indem gemeinsam Pensionsfonds (2005, Virgin Superannuation) und Hypothekendarlehen (2005,Virgin Money Home Loan) vertrieben wurden. Im Zuge der Finanzkrise verkaufte Virgin Money Australia den Hypothekenbestand an die Macquarie Bank und die Kreditkartenforderungen an die Westpac Banking Corporation.
Gemeinsam mit A&G Insurance Services brachte Virgin Money Australia 2009 Autoversicherungen an den Markt. 2010 wurde eine Partnerschaft mit der Citibank eingegangen.
Virgin Money South Africa
In Zusammenarbeit mit der Absa Bank brachte Virgin Money South Africa 2006 eine eigene Kreditkarte in Südafrika heraus.
Virgin Money USA
Virgin Money USA startete in den USA, nachdem die Virgin Group einen Mehrheitsanteil an CircleLending, ein Unternehmen das Peer-to-Peer-Kredite vermittelt, gekauft hatte. Im Anschluss daran wurde CircleLending in Virgin Money USA umbenannt.
Virgin Money USA wurde am 1. November 2010 aufgelöst und ist auch nicht mehr auf der Virgin Money-Internetseite als Tochterunternehmen aufgeführt. Die Internetseite von Virgin Money US wurde abgeschaltet.
Virgin Money zog sich komplett aus dem US-Markt zurück und die Social Lending Services wurden auf den Servicepartner Graystone Solutions transferiert. Graystone Solutions bietet die Services unter seinem Markenzeichen weiter an.

## Sponsorship
Virgin Money war führender Sponsor des London Marathon 2010. Die Yacht von Sir Richard Branson für den Weltrekord der Ozeanüberquerung wurde ebenfalls von Virgin Money gesponsert. 2011 unterstützte Virgin Money einige Veranstaltungen beim Edinburgh Festival.
Am 4. Januar 2012 unterzeichnete Virgin Money einen Zwei-Jahres-Vertrag als Sponsor von Newcastle United F.C., für die Premier-League-Saisons 2012/13 und 2013/14. Zuvor hatte Newcastle United F.C. einen Sponsor-Vertrag mit Northern Rock. Für den Rest der Saison der Premier League 2011/12 übernimmt Newcastle United das Virgin-Money-Logo, als Erfüllung des Vertrags von Northern Rock, der seit 2003 läuft.
Zum Start der Neugestaltung der Northern-Rock-Filialen zeigte sich Richard Branson in einem Newcastle-United-Shirt.

### Virgin Money Giving

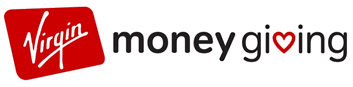
Virgin Money Givings Logo.

Virgin Money Giving ist ein karitatives, nicht auf Gewinn abzielendes, Unternehmen, das von Virgin Money am 25. August 2009 gegründet wurde. 2010 unterzeichnete Virgin Money Giving einen Fünf-Jahres-Vertrag als offizieller Sponsor des London Marathon.

## Unternehmensstruktur

### Tochterunternehmen
- Virgin Money UK
- Virgin Money South Africa
- Virgin Money Australia
- Church House Trust
- Northern Rock
- Virgin Money Giving

### Eigentümerstruktur
Im April 2010 investiert WL Ross & Co. LLC 100 Millionen £ für einen 21-prozentigen Anteil an Virgin Money. WL Ross & Co. LLC hatte Virgin Money bei dem Gebot um Northern Rock unterstützt. James Lockhart, stellvertretender Vorsitzender von WL Ross, wird in den Virgin Money Aufsichtsrat einziehen. Die restlichen 79 % hält die Virgin Group.

### Verwaltungsrat
Mit Stand 7. Oktober 2011 war der Verwaltungsrat von Virgin Money wie folgt zusammengesetzt:
- Chairman - Sir David Clementi[39]
- Non-Executive Directors - Norman McLuskie und Colin Keogh
- Directors - Gordon McCallum und Patrick McCall
- Chief Executive Officer - Jayne-Anne Gadhia
- Chief Finance Officer - Finlay Williamson
- Chief Risk Officer - Marian Watson
- Chief Operating Officer - Roland Russell
- Chief Marketing Officer - Paul Lloyd
- Corporate Development Director -  David Dyer